# Dao Vallis
Dao Vallis és una vall al planeta Mart que sembla haver estat oberta per l'acció de l'aigua i que s'estén cap al sud-oest dins de la regió anomenada Hellas Planitia. Aquesta vall i la seua tributària, Niger Vallis, fan una llargada total de 1.200 km. El seu nom prové del mot tailandès per estel.